# Fort Bhongir
Fort Bhongir – ruiny fortu zbudowanego w X wieku na skalnym wzniesieniu w dystrykcie Bhuvanagiri w stanie Telangana.

## Historia
Fort został zbudowany przez władcę z dynastii Ćalukja Tribhuvanamalla Vikramaditya IV mi nazwany na jego cześć Tribhuvanagiri. Nazwa została później zmieniona na Bhuvanagiri a później na Bhongir. W forcie rozgrywały się też wydarzenia związane z rządami królowej Rudramadevi i jej wnuka Prataparudry z dynastii Kakatiya. 
W połowie XIV wieku został zdobyty przez Bahmana Shaha, pierwszego władcę Sułtanatu Bahmanidów, po rozpadzie Sułtanatu, Bhongir stał się częścią sułtanatu Golcondy.